# Order Świętego Ferdynanda (Hiszpania)

Odznaka członka kapituły orderu

Gwiazda klasy Cruz Laureada

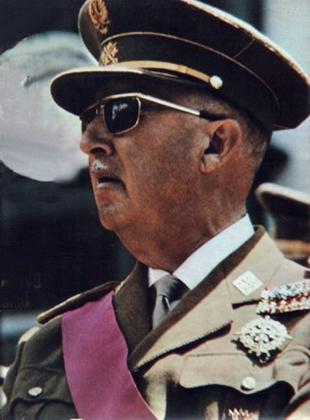
Gen. Francisco Franco z gwiazdą Orderu Świętego Ferdynanda przypiętą nad kieszenią munduru

Order Królewski i Wojskowy Świętego Ferdynanda (hiszp. Real y Militar Orden de San Fernando) – najwyższe odznaczenie wojskowe Królestwa Hiszpanii, przyznawane członkom sił zbrojnych (bez względu na stopień i rodzaj broni), oddziałom wojskowym, członkom Gwardii Cywilnej oraz osobom cywilnym za czyny najwybitniejszego męstwa i waleczności podczas wojny.

## Historia i nadawanie
Order został ustanowiony 31 sierpnia 1811 roku przez Kortezy Kadyksu, podczas wojny przeciw napoleońskiej Francji i zatwierdzony przez Ferdynanda VII w 1815 roku. Był wielokrotnie wznawiany i modyfikowany. Zgodnie z obecnym statutem z 2001 roku posiada następujące klasy:
- Krzyż Wielki z Wieńcem Laurowym (Gran Cruz Laureada) – nadawany generałom i admirałom;
- Krzyż z Wieńcem Laurowym (Cruz Laureada) – nadawany pozostałym żołnierzom oraz osobom cywilnym;
- Odznaka nadania zbiorowego (Laureada Colectiva) – nadawana oddziałom wojskowym;
- zgodnie z przepisami z 2001 roku, niższą klasę orderu stanowi Medal Wojskowy.

Od śmierci gen. Adolfo Estebana Ascensión w 2007 roku order nie posiada żyjących kawalerów.

## Wygląd insygniów według Maximiliana Gritznera w XIX w.

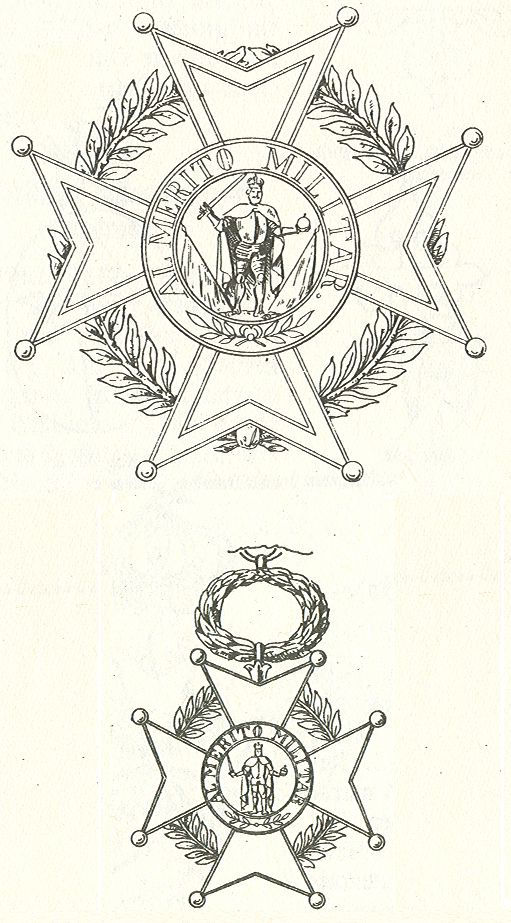
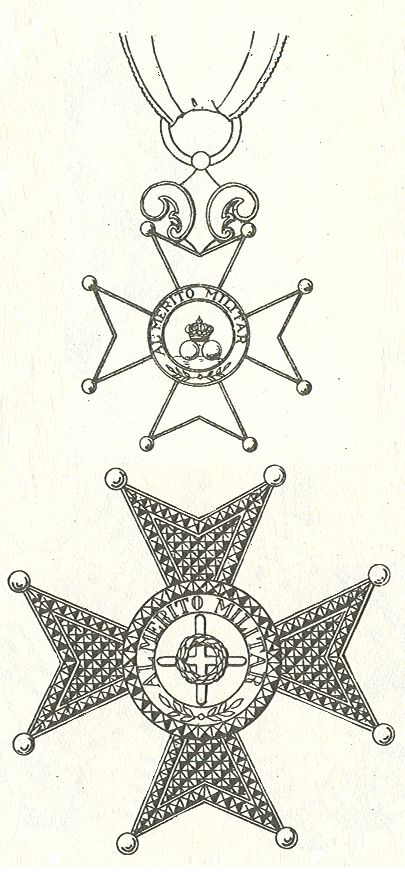
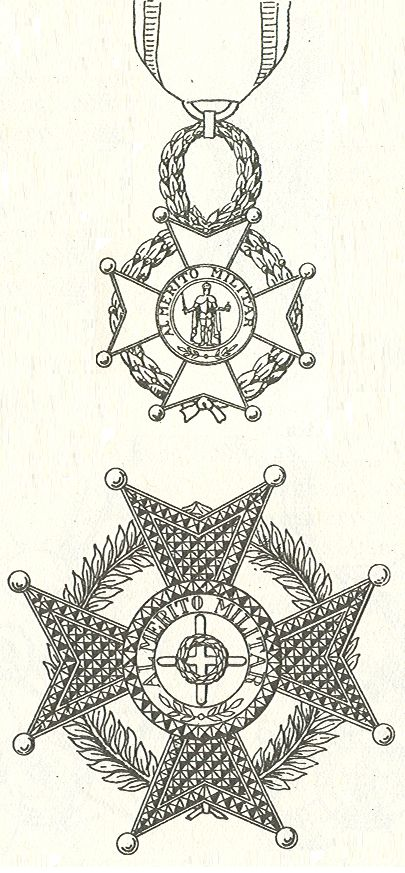

## Insygnia
Odznaka Krzyża Wielkiego z Wieńcem Laurowym ma kształt krzyża maltańskiego o ramionach pokrytych białą emalią. Pośrodku krzyża znajduje się wizerunek św. Ferdynanda otoczony niebieskim pierścieniem z nazwą orderu: REAL Y MILITAR ORDEN DE SAN FERNANDO na awersie oraz rokiem ustanowienia 1811 otoczonym pierścieniem z napisem: ESPAÑA A SUS HEROES (Hiszpania swoim bohaterom) na rewersie. Krzyż okala zielony wieniec laurowy; podobny, lecz mniejszy wieniec stanowi zwieńczenie krzyża. Krzyż jest noszony na czerwonej wstędze z żółtymi paskami po bokach.
Gwiazda Krzyża Wielkiego z Wieńcem Laurowym ma formę krzyża, złożonego z czterech mieczy połączonych wspólną głowicą, o pozłacanych głowniach, pod który jest podłożony laurowy wieniec pokryty zieloną emalią.
Odznaka Krzyża z Wieńcem Laurowym ma analogiczny kształt jak gwiazda Wielkiego Krzyża, lecz głownie mieczy są pokryte czerwoną emalią. Gwiazda tej klasy jest noszona samodzielnie, bez towarzyszącej oznaki.
Odznaka nadania zbiorowego ma kształt pozłacanej tabliczki (plakiety) z wizerunkiem oznaki Krzyża z Wieńcem Laurowym, napisem: AL VALOR HERÓICO (heroicznej waleczności), nazwą akcji za którą została nadana oraz datą. Ponadto żołnierze odznaczonego oddziału noszą na rękawie munduru naszywkę w postaci wieńca laurowego z nazwą akcji i datą.